# Diphlebiidae
Diphlebiidae là một họ nhỏ chuồn chuồn kim, với hai loài trong hai chi. Hai chi là Diphlebia và Philoganga. Chi Diphlebia được tìm thấy ở Úc và chi Philoganga được tìm thấy trong khu vực Đông Nam Á. Chúng là chuồn chuồn kim thân lớn và dày. Diphlebiidae còn được gọi là Philogangidae.